# Marquesado de San Cristóbal
El marquesado de San Cristóbal es un título nobiliario español concedido por Carlos III el 30 de diciembre de 1776 (Real Despacho de 13 de marzo de 1777) con el vizcondado previo de San Joaquín a José María Romero de Terreros y Trebuesto, caballero de la Orden de Santiago.

## Marqueses de San Cristóbal
|                         | Titular                                                    | Periodo                 |
| Creación por Carlos III | Creación por Carlos III                                    | Creación por Carlos III |
| ----------------------- | ---------------------------------------------------------- | ----------------------- |
| I                       | José María Romero de Terreros y Trebuesto                  | 1776-                   |
| II                      | Pedro José María Romero de Terreros y Rodríguez de Pedroso |                         |
| III                     | Juan Nepomuceno Romero de Terreros y Villamil              | -1862                   |
| IV                      | María Guadalupe Romero de Terreros y Goríbar               | 1867-                   |
| V                       | Alfonso Rincón-Gallardo y Romero de Terreros               | 1921-1950               |
| VI                      | Antonio Jaime Rincón-Gallardo y Mier                       | 1950-                   |
| VII                     | Santiago Rincón-Gallardo y Corcuera                        | 2004-                   |

## Historia de los marqueses de San Cristóbal
- José María Romero de Terreros y Trebuesto (n. 10 de mayo de 1766), I marqués de San Cristóbal.[2]
- Pedro José María Romero de Terreros y Rodríguez de Pedroso (b. Ciudad de México, 1 de noviembre de 1788-12 de abril de 1846), II marqués de San Cristóbal, III conde de Regla, IV conde de San Bartolomé de Jala.

Casó en Ciudad de México el 15 de enero de 1812 con María Josefa Villamil y Rodríguez de Velasco.
- Juan Nepomuceno Romero de Terreros y Villamil (b. Ciudad de México 7 de febrero de 1818-Panamá, 28 de febrero de 1862[3]), III marqués de San Cristóbal, I duque de Regla, Grande de España, IV conde de Regla, V marqués de Rivas Cacho, V marqués de San Francisco, V conde de San Bartolomé de Jala.
- María Guadalupe Romero de Terreros y Goríbar (n. 3 de enero de 1856), IV marquesa de San Cristóbal,[4] marquesa de Villahermosa de Alfaro, condesa de San Bartolomé de Jala.

Casó el 21 de junio de 1879 con Antonio Algara y Cervantes.
- Alfonso Rincón-Gallardo y Romero de Terreros (n. 26 de mayo de 1878[5]), V marqués de San Cristóbal, VI conde de Regla.

Casó con Leonor de Mier y Cuevas.
- Antonio Jaime Rincón-Gallardo y Mier, VI marqués de San Cristóbal.[6]

Casó con Mónica Corcuera y García Pimental
- Santiago Rincón-Gallardo y Corcuera, VII marqués de San Cristóbal.[7]